# Aeroportul Shigatse Peace
Aeroportul Shigatse Peace (IATA: RKZ, ICAO: ZURK) este un aeroport din Shigatse⁠(d), Regiunea autonomă Tibet, Republica Populară Chineză ce deservește zona Shigatse⁠(d). Aeroportul a fost tranzitat în 2022 de 90.783 de pasageri. A fost deschis în 2010.
Situat la o altitudine de 3.782 m, aeroportul dispune de o singură pistă.